# 野副䲁
野副䲁（學名：Parablennius incognitus），為輻鰭魚綱鳚形目䲁科副䲁屬的一種，分布於東大西洋區，包括馬德拉群島、加納利群島、伊比利半島、地中海、馬摩拉海及黑海海域，於2002年首次在烏克蘭克里米亞半島南部海岸附近被發現，並很快在從塞瓦斯托波爾到菲奧倫特角的沿海水域中大量發現。深度0至2公尺，背鰭硬棘11-12枚、背鰭軟條16-20枚、臀鰭硬棘2枚、臀鰭軟條16-23枚，體長可達8公分，棲息在沿海岩石底質海域，屬雜食性，以藻類及小型無脊椎動物為食，雌魚產附著性卵，雄魚有護卵行為，幼魚為浮游性，生活習性不明。